# Desisa parvula
Desisa parvula là một loài bọ cánh cứng trong họ Cerambycidae.